# Stadtmauer Freyburg

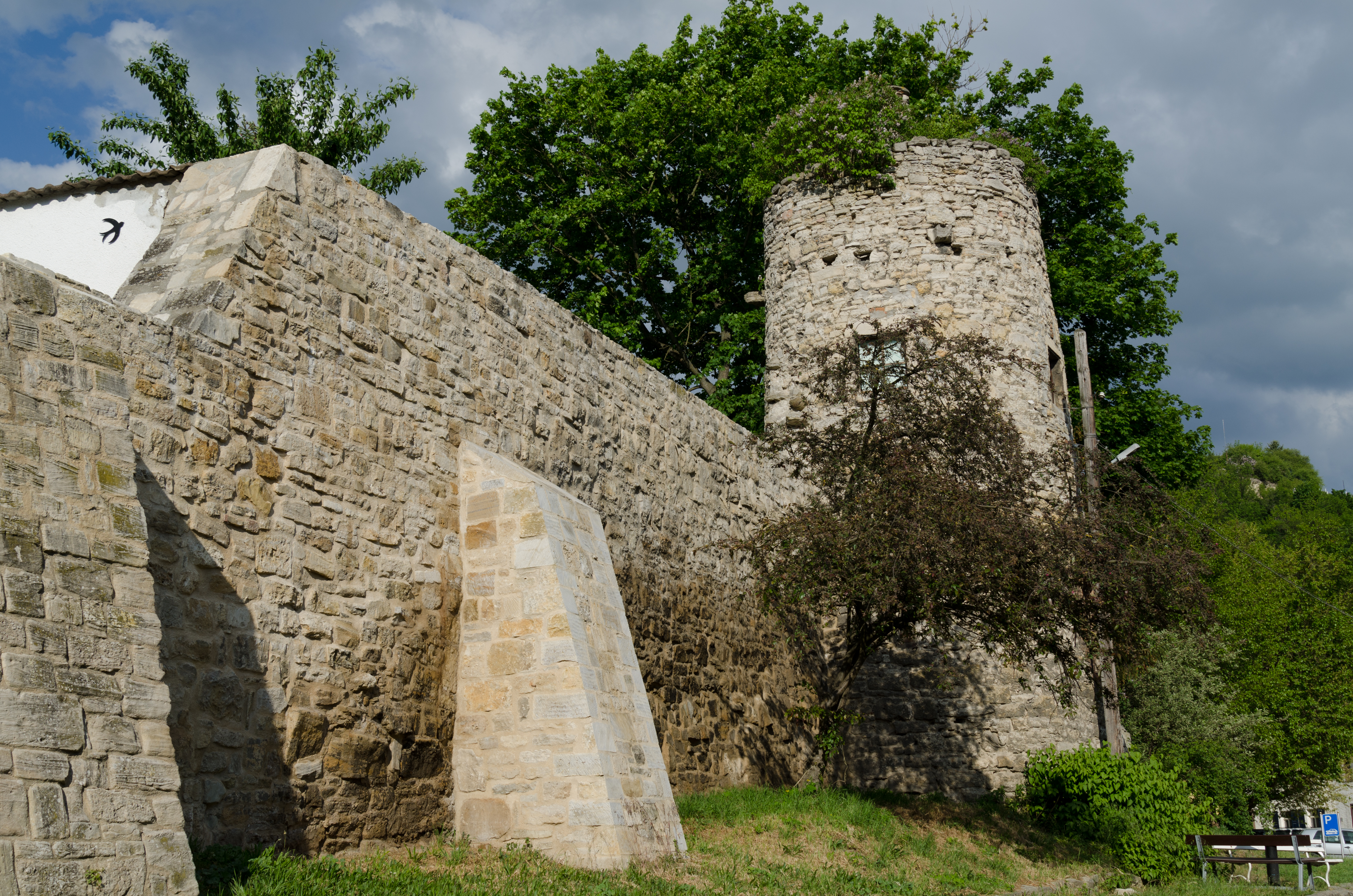
Stadtmauer Freyburg

Der Stadtmauer von Freyburg ist die historische Stadtbefestigung der Stadt Freyburg (Unstrut) im Burgenlandkreis in Sachsen-Anhalt.

## Lage
Die Stadtmauer umgibt die Altstadt von Freyburg an allen vier Seiten. Die Stadtmauer der Planstadt ist relativ regelmäßig und weist nur im Südosten, also im Umfeld der Kirche, eine Ausbuchtung auf. Bis auf kurze fehlende Abschnitte ist sie weitgehend erhalten.

## Geschichte
Freyburg entwickelte sich westlich neben einem Suburbium der Neuenburg (mit der Kirche St. Kilian) um das Jahr 1200 zu einer Stadt mit eigenem Pfarrer und der Stadtkirche St. Marien. Im Jahr 1229 wird dieses Vriburc als oppidum erwähnt und spätestens 1292 civitas genannt. Vermutlich ausreichend geschützt durch die östlich über der Stadt thronende Burg sowie die Unstrut im Süden und die Talhänge im Norden lassen sich kaum Aktivitäten bezüglich der Stadtmauer nachweisen. Allerdings haben auch zahlreiche Stadtbrände wichtige Unterlagen zerstört. Ähnlich wie in den Nachbarstädten Laucha (Obertor) und Naumburg (Marientor) wurde aber die bereits bestehende Stadtmauer in der Mitte des 15. Jahrhunderts im Zuge des Sächsischen Bruderkrieges deutlich ausgebaut. Sie erhielt 1437 bis 1455 Wälle und Gräben und die Stadttore wurden mit Barbakanen verstärkt. Im Jahr 1447 bewährte sie sich umgehend, als sie der zweiwöchigen Belagerung durch den sächsischen Kurfürsten Friedrich II. standhielt.

## Die Mauer
Die Stadtmauer ist an den meisten Stellen sechs bis sieben Meter hoch und zirka einen Meter dick. Als Material wählte man Muschelkalkstein, der dicht verfugt wurde. Zudem gab es Zinnen und Wehrgänge aus Holz. Der gesamte Verlauf von zirka 1200 Metern steht als Baudenkmal unter Denkmalschutz und ist im Denkmalverzeichnis mit der Nummer 094 83402 erfasst. Ausgewiesen sind hierbei die Straßen Schützenstraße (im Nordosten und Osten), Jahnplatz (im Südosten), Am Graben (im Südosten), Eckstädter Gärten (im Südwesten), Eckstädter Straße (im Westen), und Sektkellereistraße (im Nordwesten).

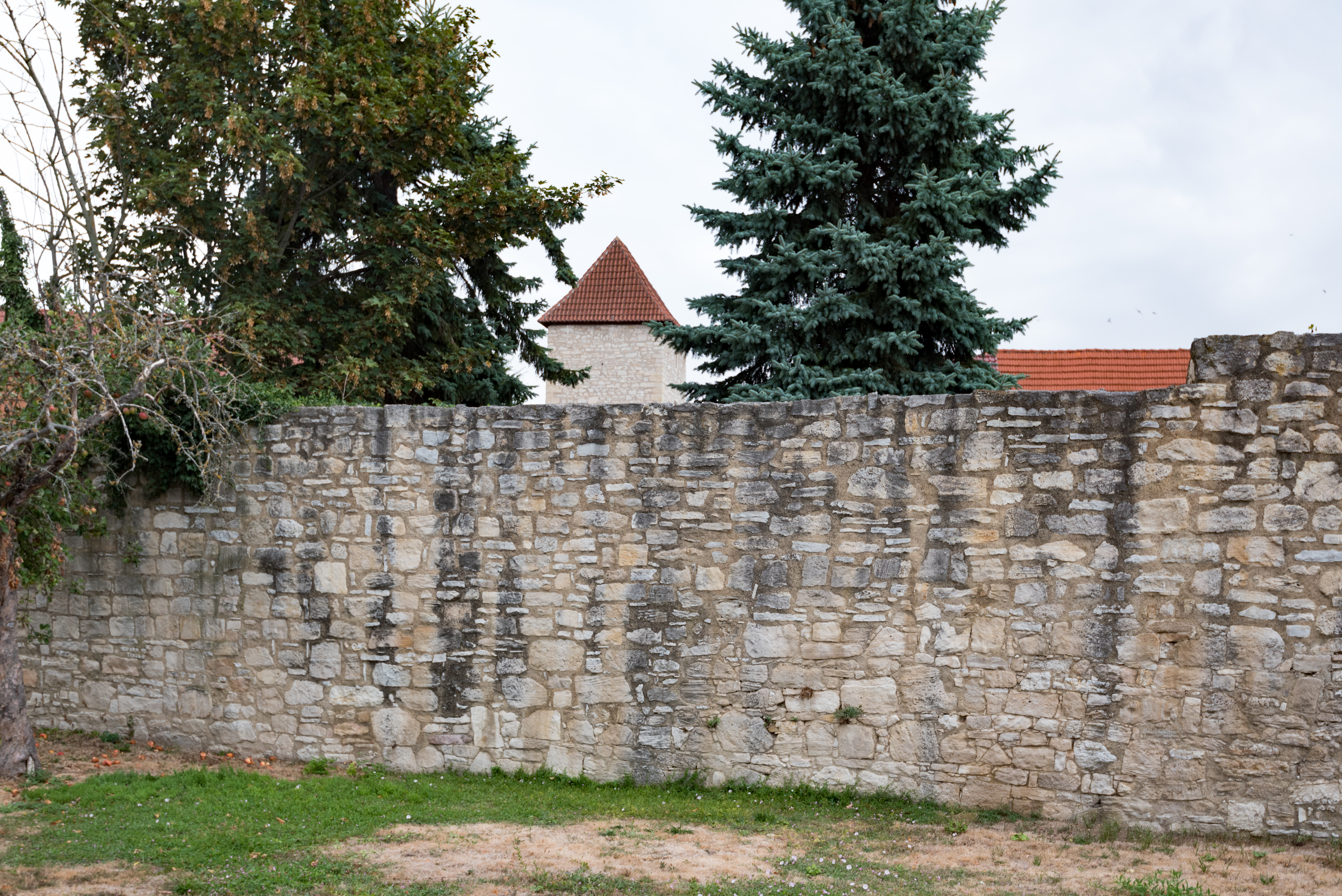
Mauerabschnitt Eckstädter Gärten (mit Eckstädter Tor)
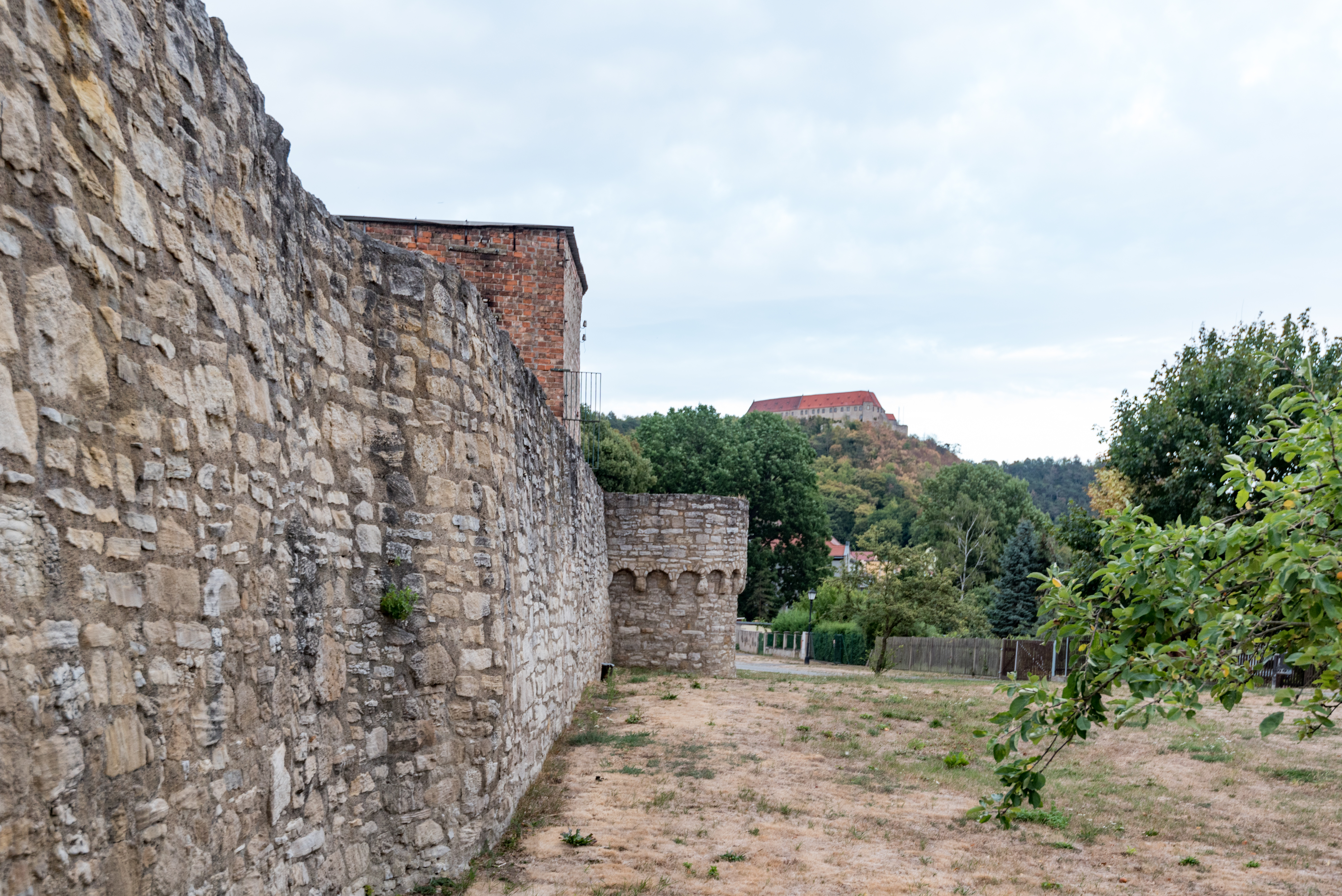
Mauerabschnitt Eckstädter Gärten (mit der Neuenburg)
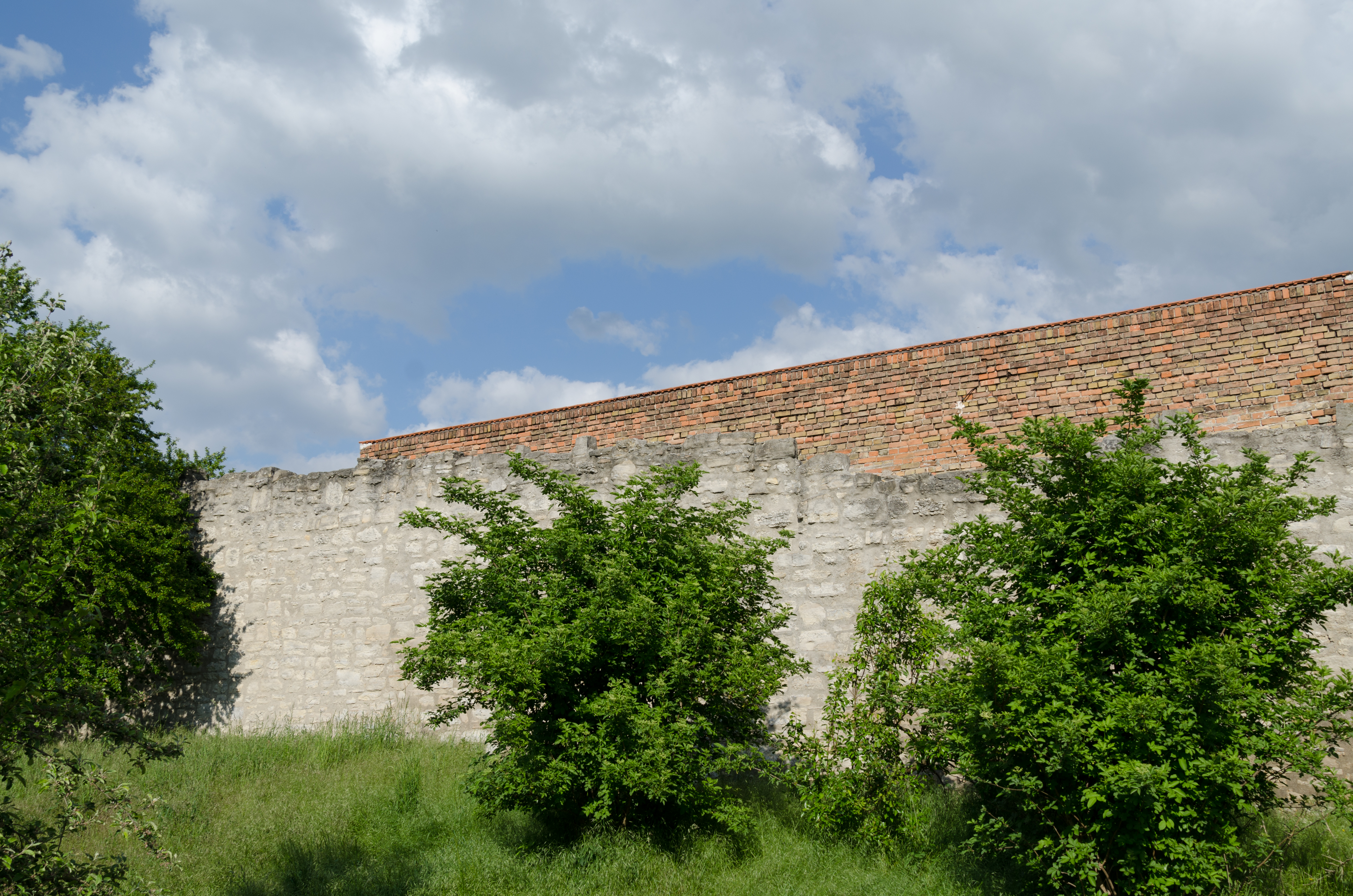
Mauerabschnitt Eckstädter Straße
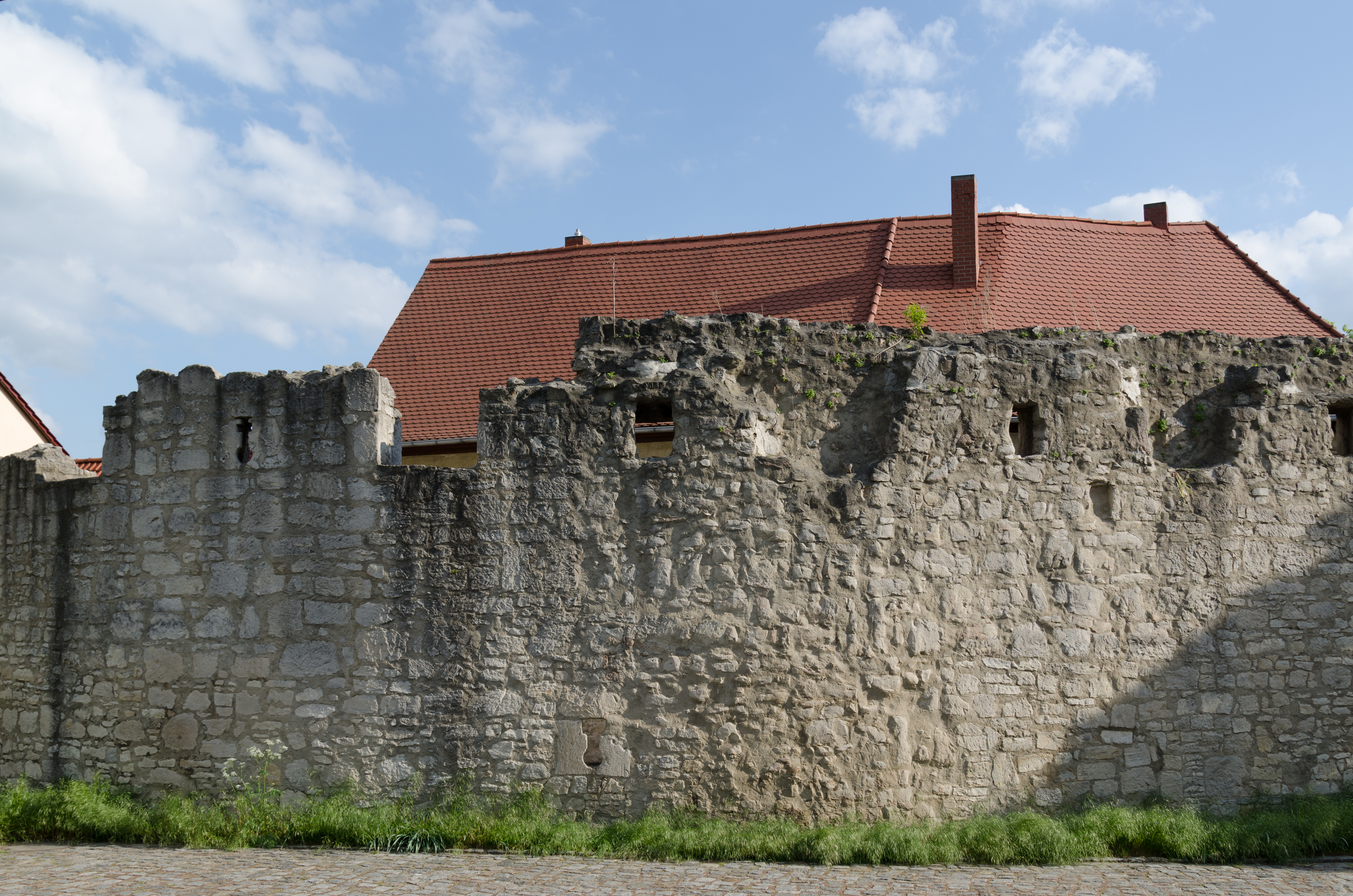
Mauerabschnitt Eckstädter Straße (Barbakane mit Schießscharten)
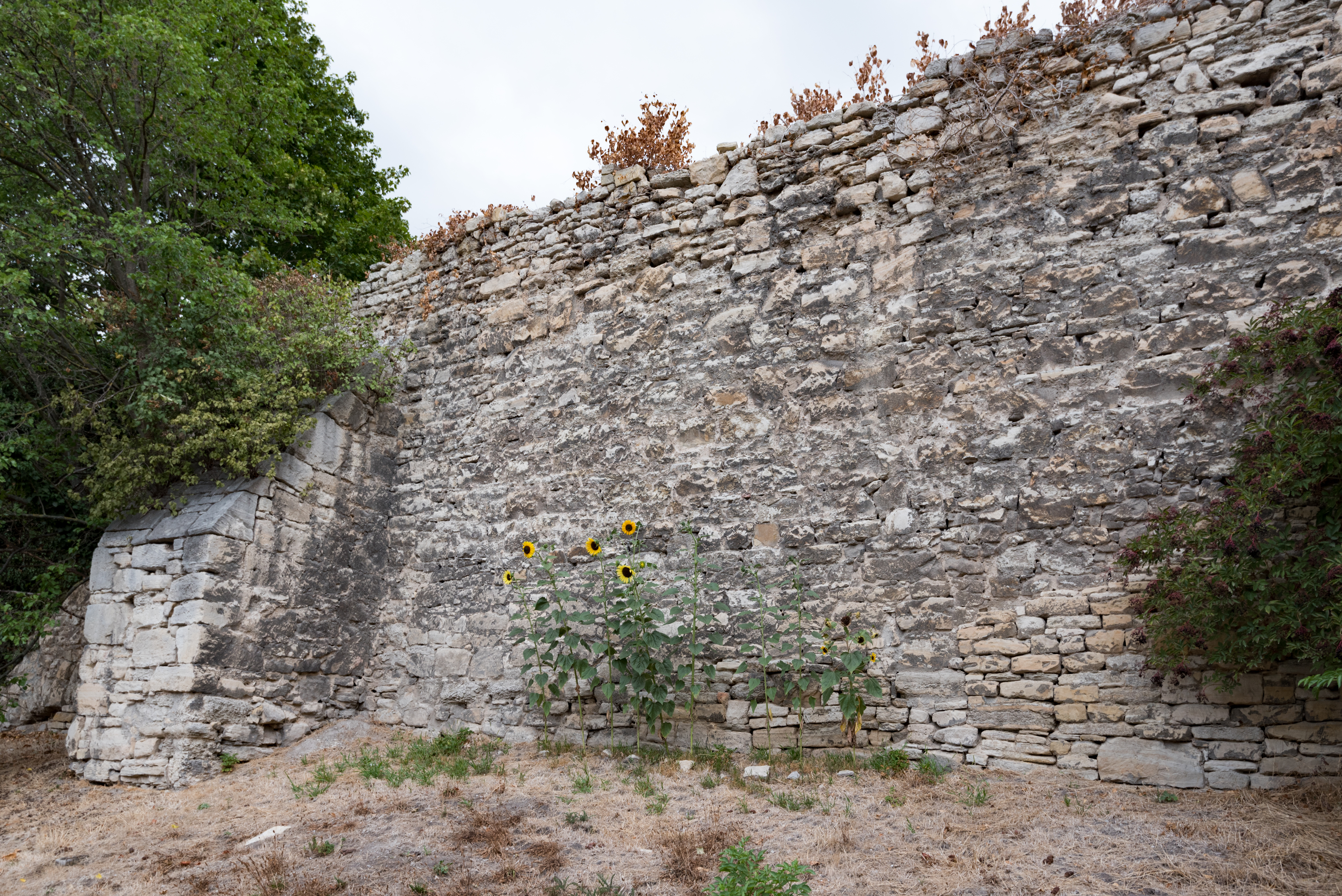
Mauerabschnitt Am Graben
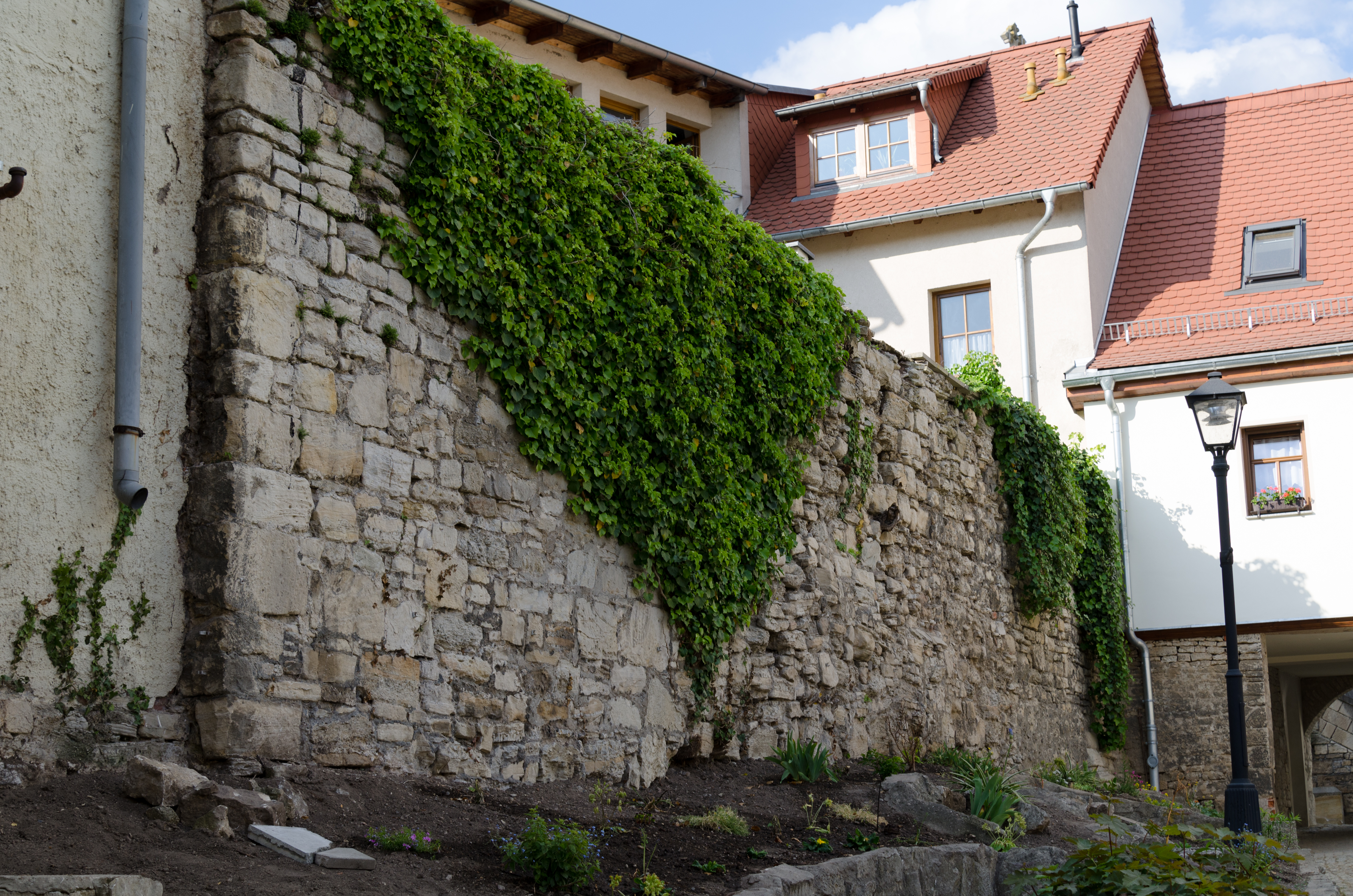
Mauerabschnitt Am Graben (rechts Rest vom Kirchtor)
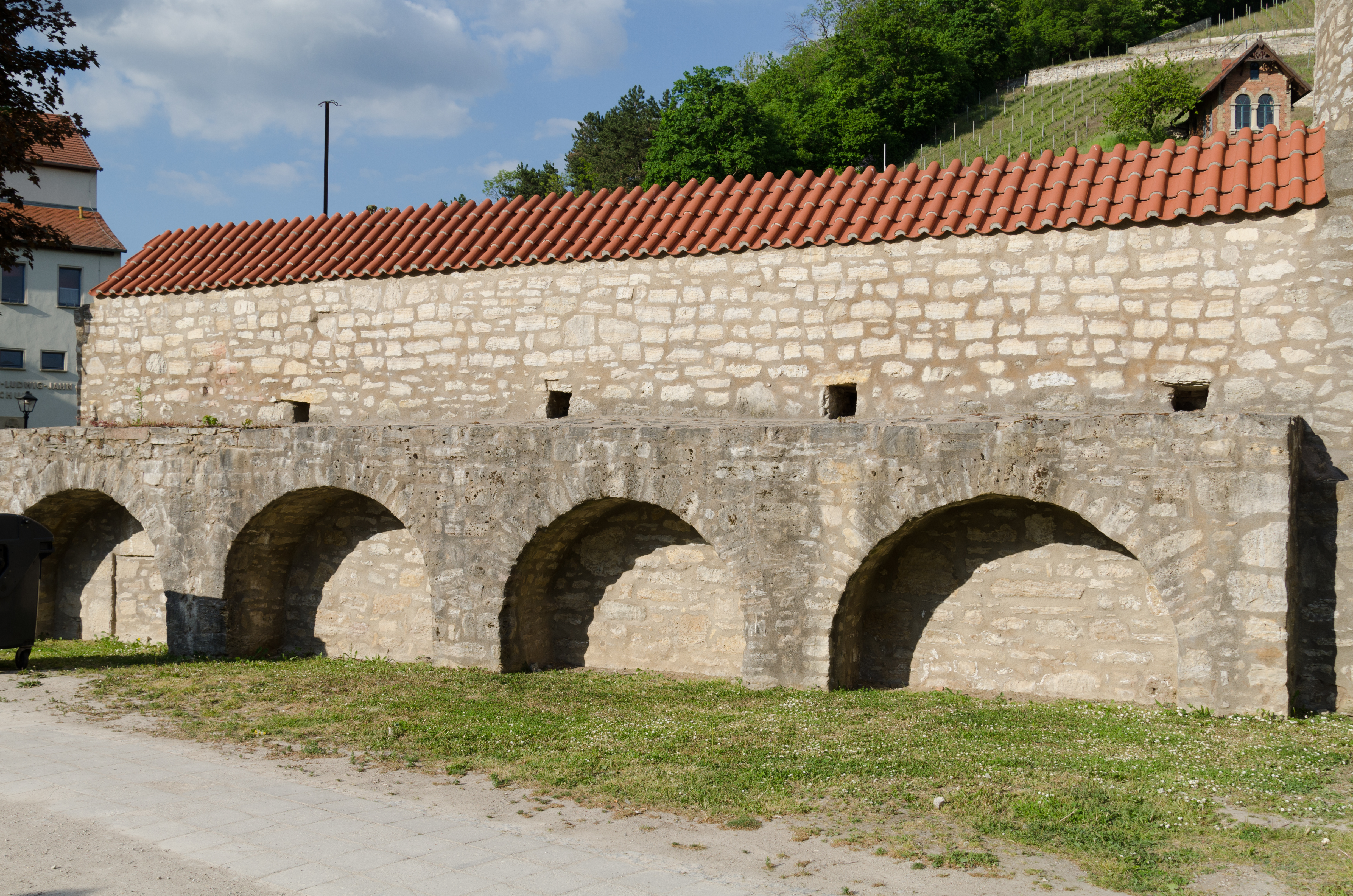
Mauerabschnitt bei der Stadtkirche
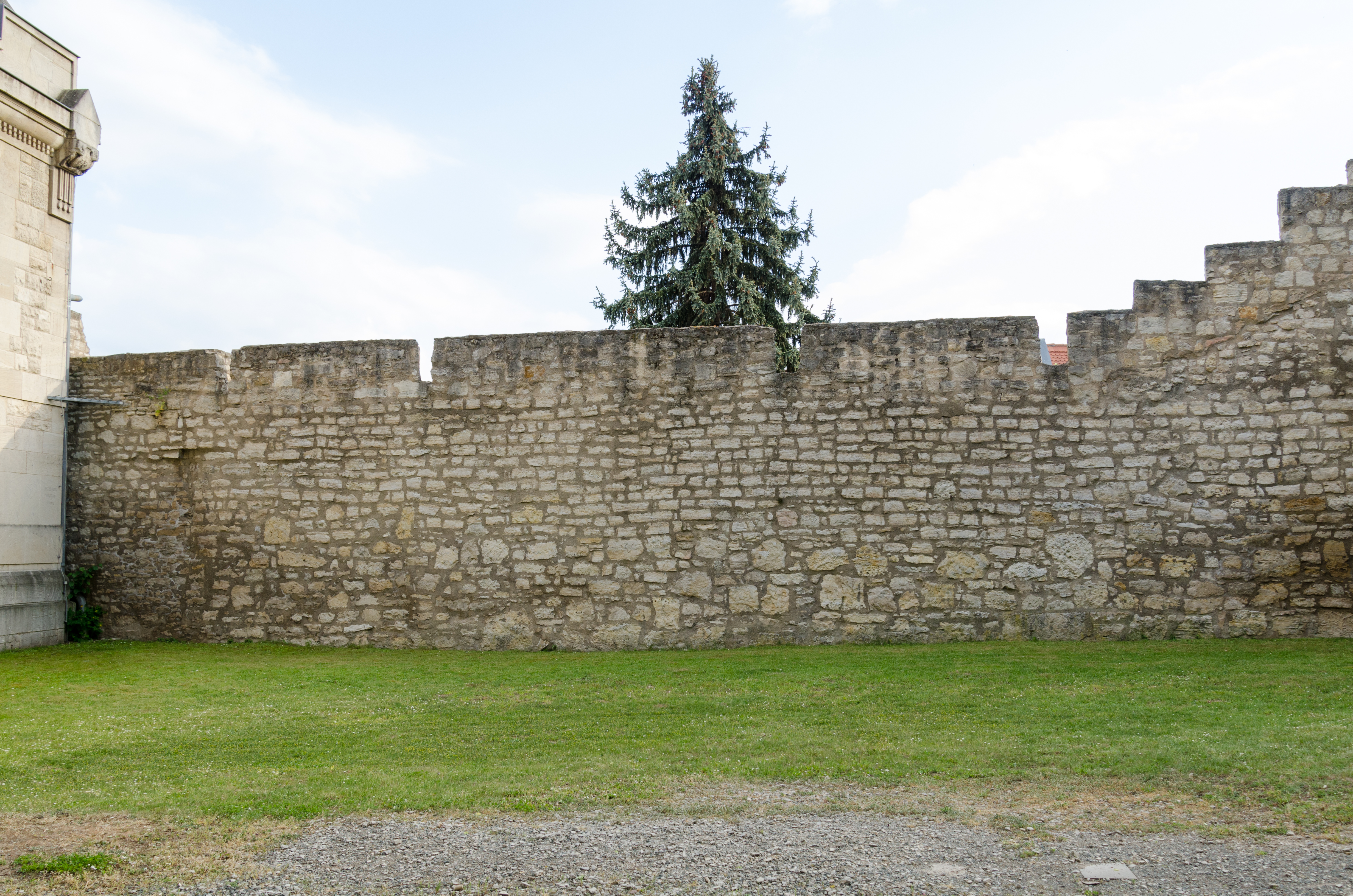
Mauerabschnitt in der Schützenstraße

## Die Stadttore und Pforten

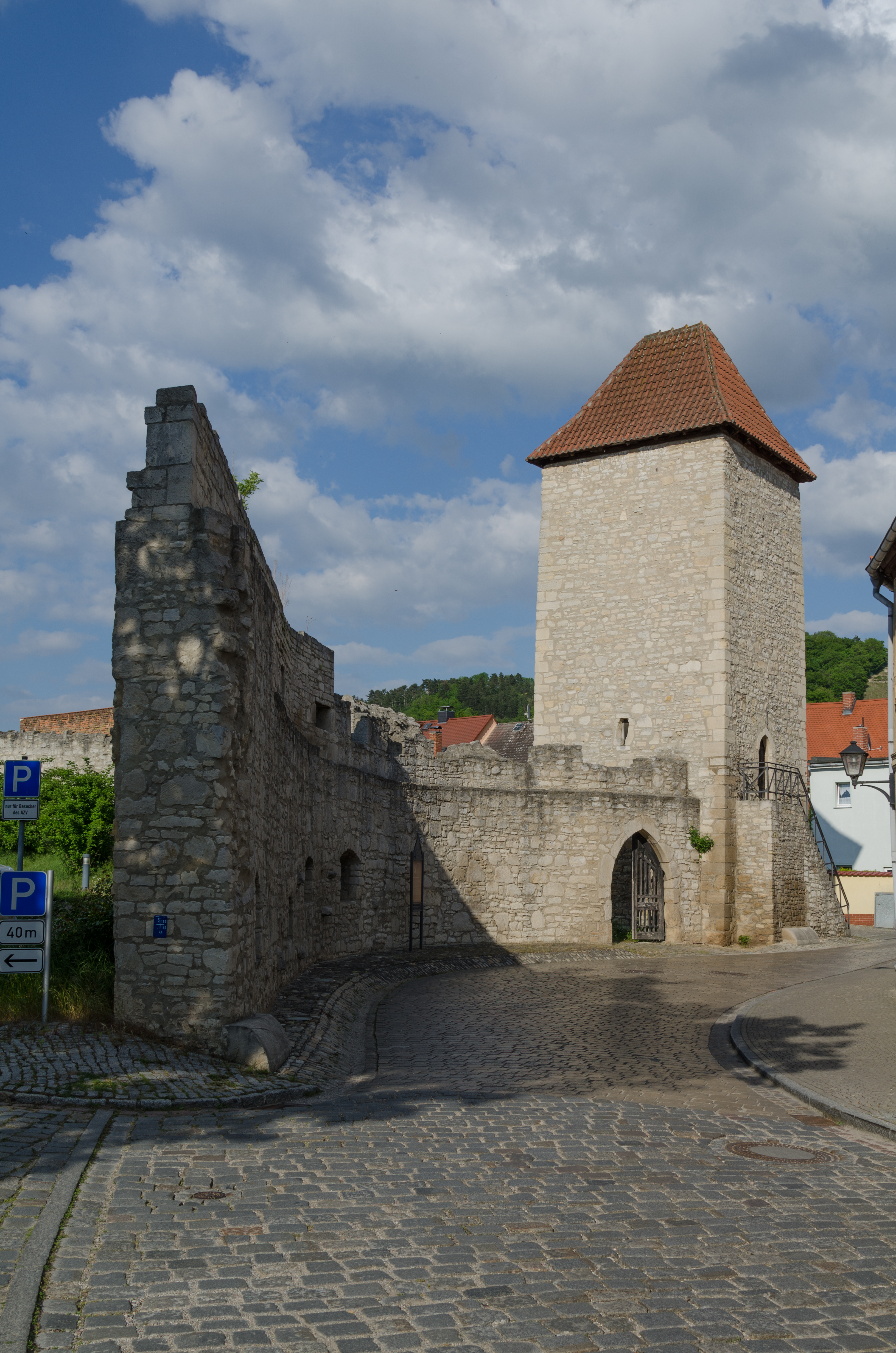
Eckstädter Tor

Aufgrund der Lage in einer Ausbuchtung des Unstruttals brauchte die Stadt nur Stadttore im Norden, Südosten und Südwesten. Im Norden an der – nach ihm benannten – Oberstraße befand sich das „Obertor“, im Südosten bei der Stadtkirche das „Kirchtor“ und im Südwesten hat sich als einziges der drei Stadttore das „Eckstädter Tor“ erhalten. Da den Süden lange Zeit die Unstrut schützte, gab es dort scheinbar erst relativ spät – ab 1660/1661 – eine Pforte, „Pförtgen“ genannt. Nachdem im Jahr 1813 das Heer Napoleon Bonapartes hier nach der verlorenen Völkerschlacht bei Leipzig durchzog, wurde diese Öffnung in der Marienstraße zur Unstrutbrücke hin (über die Wasserstraße) auch „Napoleonspforte“ genannt.
Als ungeklärt gilt allerdings die Erwähnung eines „Niederen Tores“ in den Jahren 1447/1448, das aufgrund seines Namens mit der Pforte gen Unstrut identisch sein könnte (Pendant zum Obertor). Für dieses „Niedere Tor“ – es könnte auch das „Kirchtor“ gemeint sein – wird im Jahr 1480 ein Bollwerk erwähnt, was nicht so recht zu einer Pforte passt. Es ist aber denkbar, dass hier ein Stadttor bestand und später zur Pforte zurückgebaut wurde, denn oberhalb der Pforte befand sich ein zweigeschossiges Wohnhaus, vielleicht war dies noch der ehemalige Torturm. Historische Abbildungen zeigen einen breiten und wuchtigen Bau mit Torbogen und drei Fensterachsen. Das Mansarddach besaß auf beiden Seiten eine große Fledermausgaube. Im Jahr 1888 wurde dieses Bauwerk für den Neubau des Kindergartens abgerissen. Eine weitere Pforte entstand im Jahr 1835 im Osten der Stadtmauer nordöstlich der Kirche. Sie wurde die „Kleine Pforte“ genannt und musste bereits im Jahr 1879 dem Schulneubau weichen.

### Das Kirchtor
Das „Kirchtor“ stand in der Kirchstraße südlich unterhalb der Stadtkirche und ist auf der Stadtansicht von Wilhelm Dilich aus der Zeit um 1750 ein quadratischer Turm, der einen Fachwerkaufbau besitzt und neben einem Torbogen steht. Es erhielt im Jahr 1537 eine neue Uhr und wurde in den Jahren 1860 und 1861 abgerissen, um dem Bau der Kirchtreppe – heute meist Gerichtstreppe genannt, da dort später das Gericht entstand – Platz zu verschaffen. Erhalten blieb allerdings ein Bogen, der bis heute als Durchgang zur Außenseite der Stadtmauer (Graben) dient. Da auf der Lithographie „Vorhalle der Stadtkirche zu Freiburg a. d. U.“ von M. Hauschild (vor 1839) ein Torturm mit Obergeschoss und Mansardwalmdach zu sehen ist, durch den das Tor hindurch führt und dieser offenbar mit dem heutigen Durchgang in Verbindung zu bringen ist, war dies wohl ein in dem Bogen zur Seite wegführender Gang. Neben diesem stand dann das Tor und neben diesem der Turm mit dem Fachwerkaufbau. Der einstige Standort wird durch andersfarbiges Straßenpflaster und vier Sandsteinquader symbolisiert. Eine Schautafel berichtet zudem die Geschichte.

### Das Obertor
Das „Obertor“ befand sich in etwa dort, wo heute die Jahn-Gedenkstätte steht, an der Oberstraße. Es besaß einen Torturm, der in den Jahren 1447/1448 erstmals erwähnt wird, als er eine Barbakane erhielt. Dieser Turm stand an der Westseite der Straße, daneben befand sich der Torbogen, wie eine Fotografie aus der Zeit um 1876 zeigt. Der fast quadratische Turm ähnelte dem „Eckstäder Torturm“ und war vermutlich ähnlich alt, datierte also in das späte 14. Jahrhundert. Er besaß anfangs eine Haube aus Stein, die im Jahr 1521 repariert und im Jahr 1659 durch eine Haube aus Holz ersetzt wurde. Eine weitere Reparatur ist für die Jahre 1709 und 1710 nachweisbar. Seit der Frühen Neuzeit diente der Turm auch als Amtsgefängnis, was sich 1584 erstmals nachweisen lässt. Neben dem Turm (südlich) befand sich ein angebautes Torwächterhäuschen, dessen Umrisse auf der historischen Fotografie noch als Abdruck zu erkennen sind. Im Jahr 1876 wurde das Obertor aus verkehrstechnischen Gründen abgerissen.

## Die anderen Türme
Ursprünglich bestanden entlang der Stadtmauer neben den Türmen der Stadttore 14 weitere Mauertürme. Heute haben sich noch zwölf erhalten, wovon fünf im Norden, zwei im Osten (einst drei), vier im Süden (einst fünf) und einer im Westen stehen. Die Mauertürme weisen Schießscharten auf, die früher Holzfensterläden besaßen.

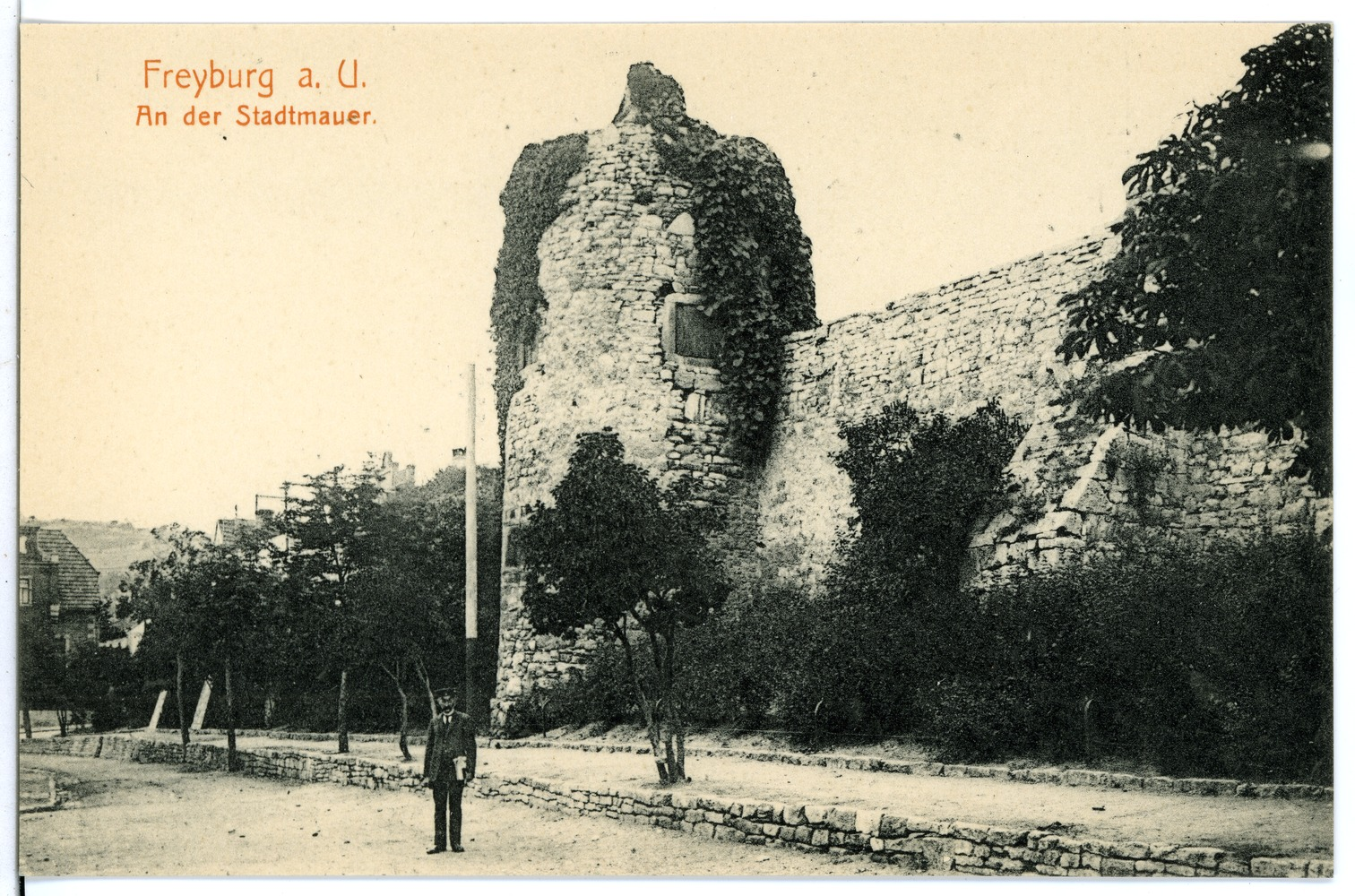
Turm (wohl am Graben) 1913
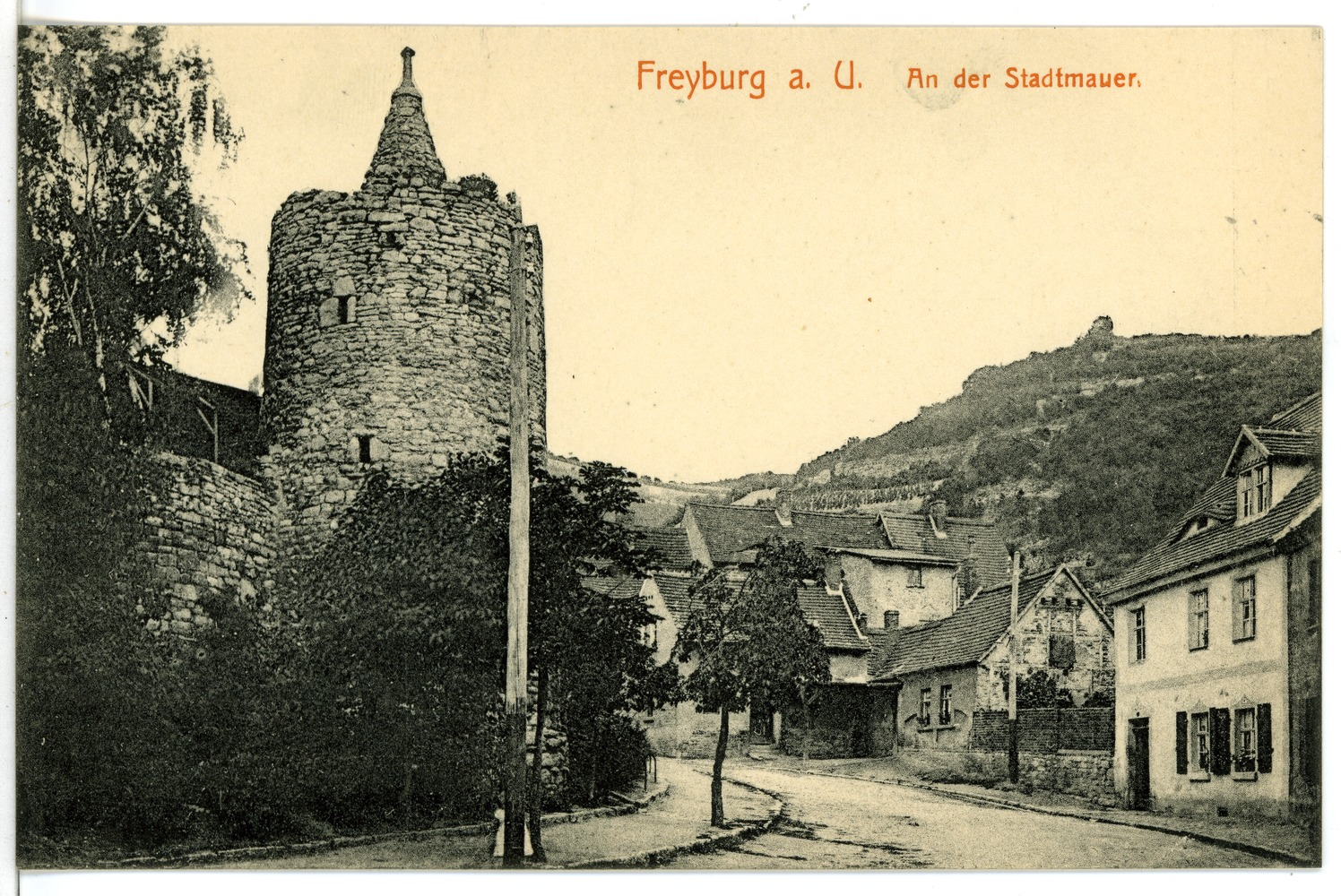
Turm (wohl Schützenstraße) 1913
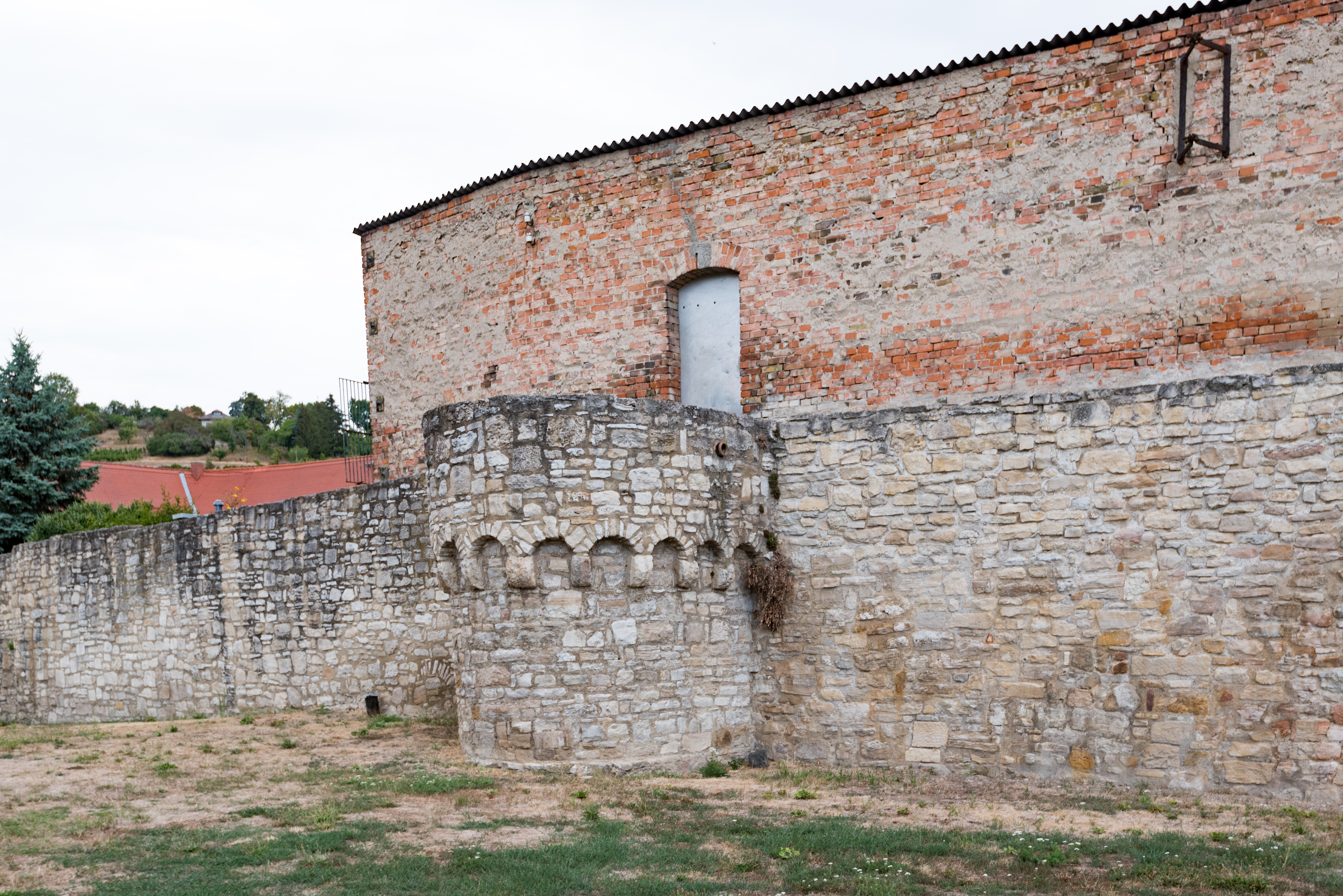
Turm Eckstädter Gärten
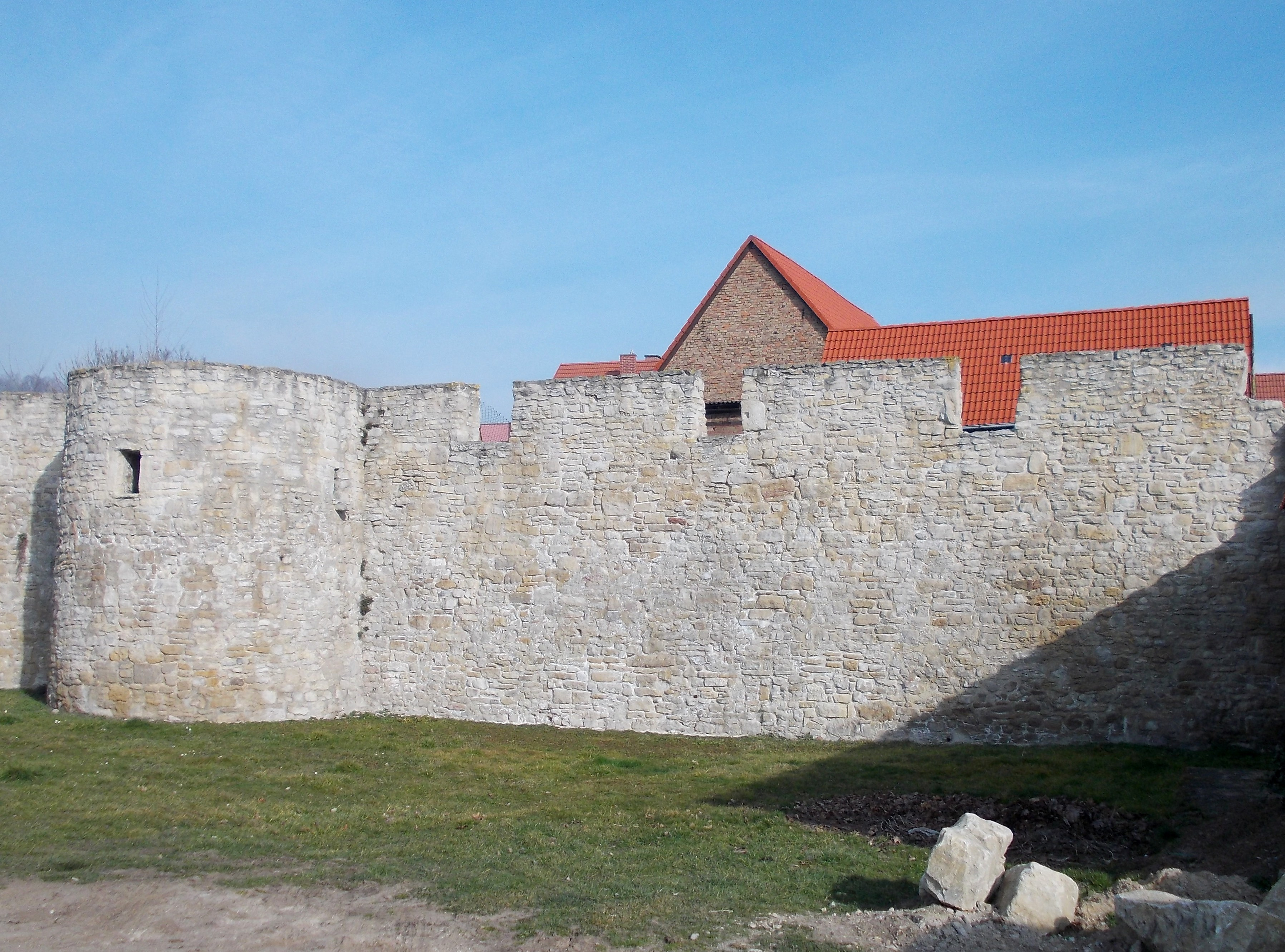
Turm Eckstädter Gärten
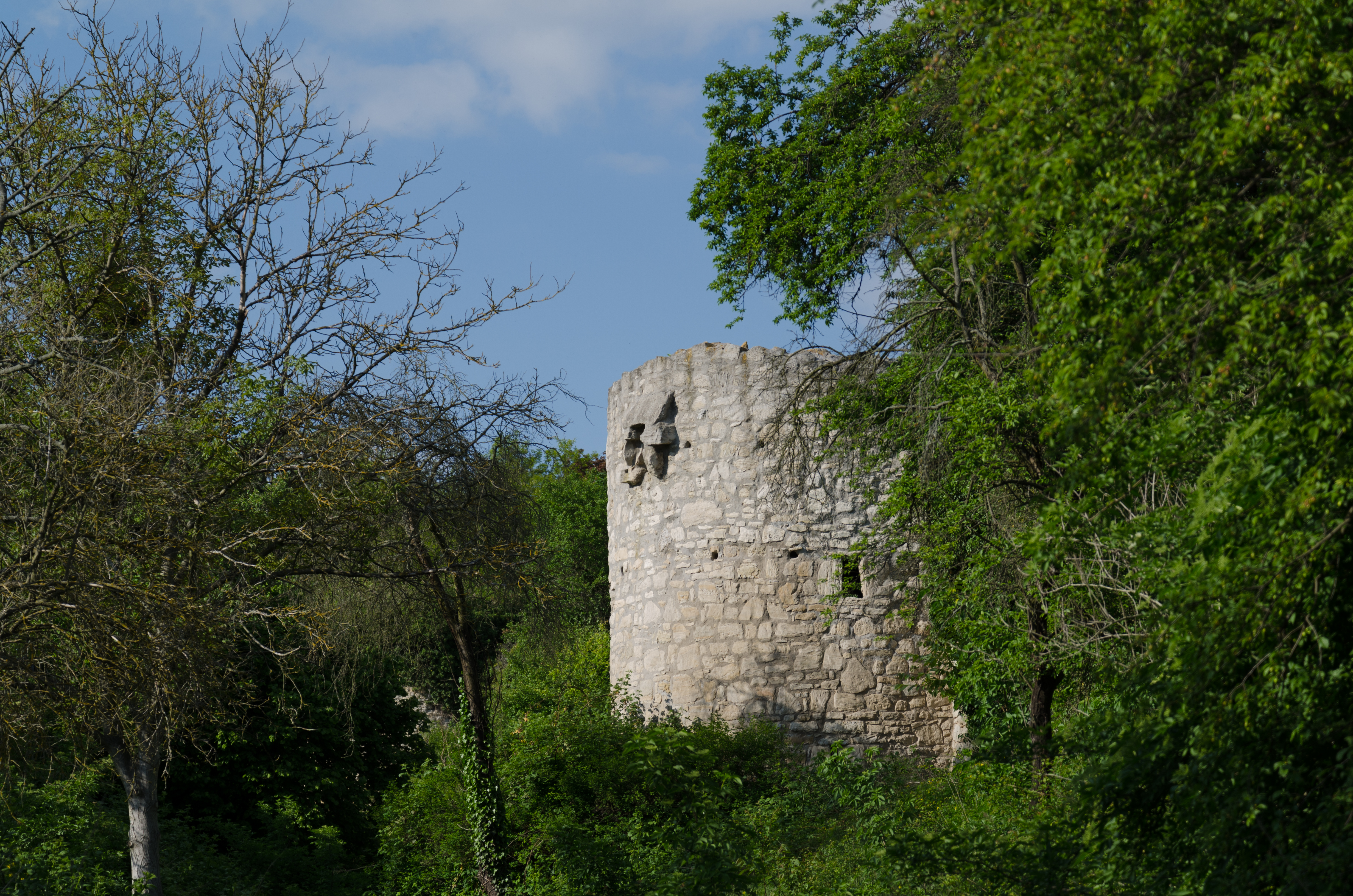
Turm Eckstädter Straße
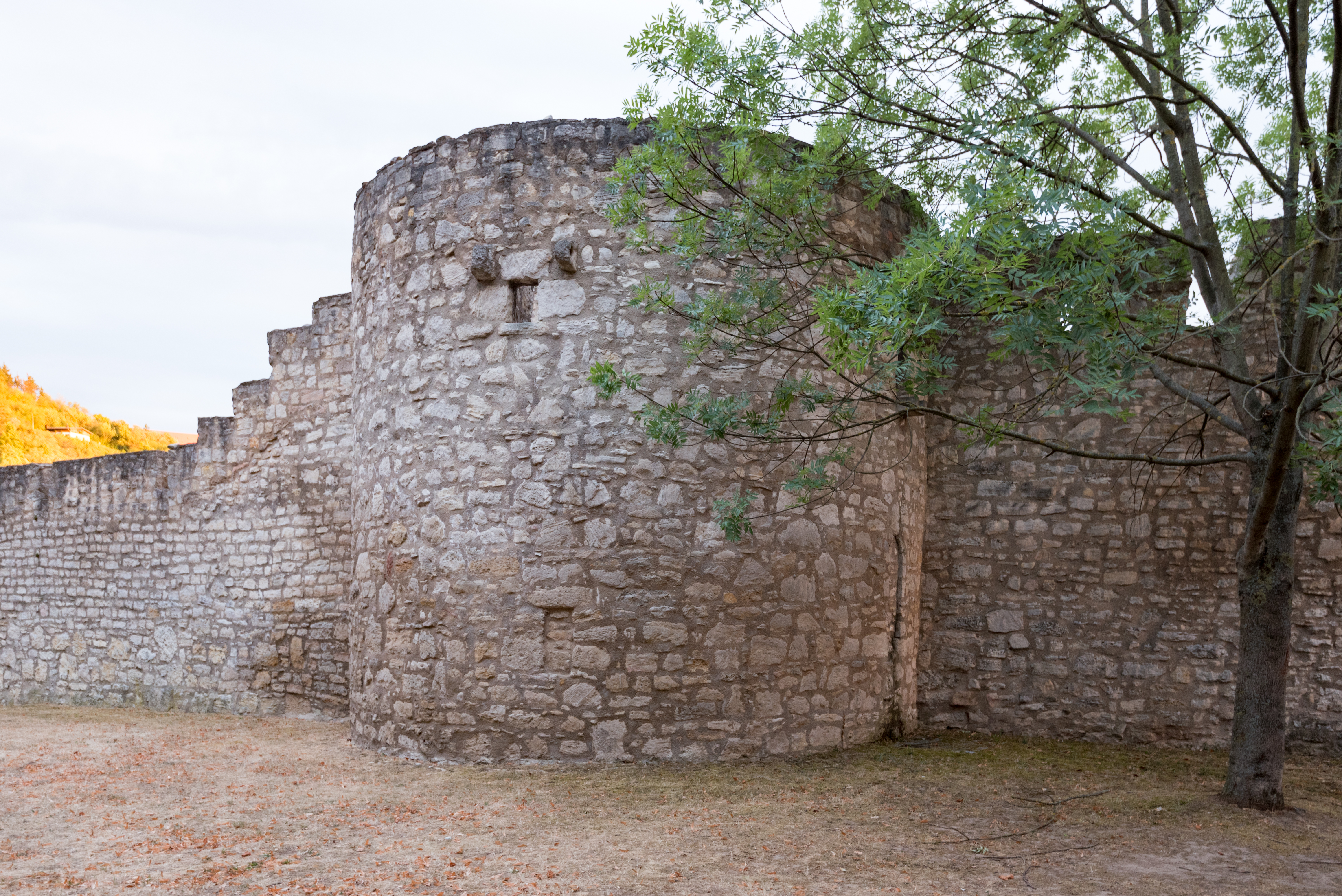
Turm Schützenstraße 16
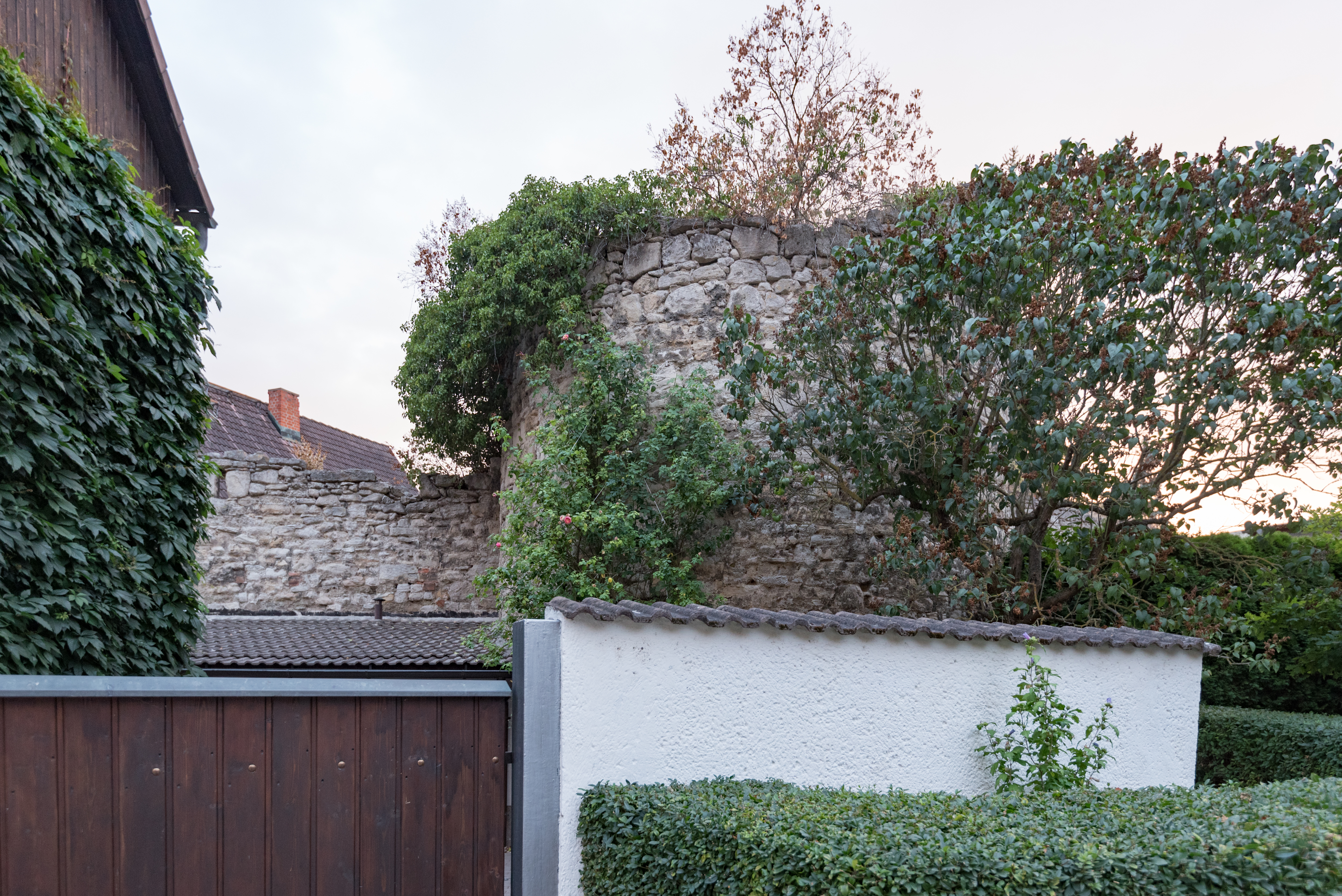
Turm Schützenstraße 20
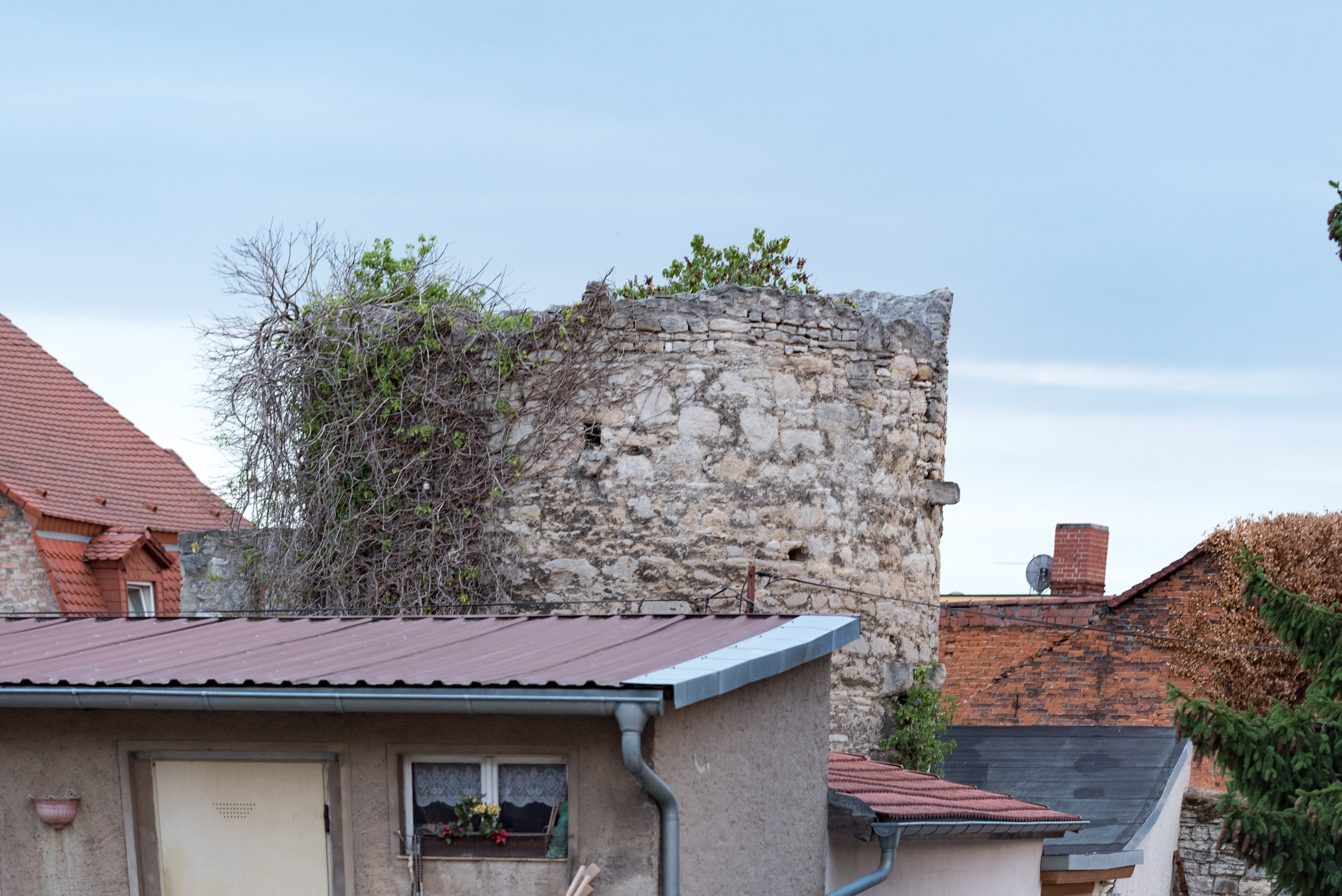
Turm Sektkellereistraße

## Würdigung
Die Stadtmauer von Freyburg gilt als eine der am vollständigsten erhaltenen Anlagen in Sachsen-Anhalt. Daher kommt ihr eine besondere geschichtliche Bedeutung, aber auch eine städtebauliche Bedeutung zu, denn vor ihren Toren entwickelten sich eigene Vorstädte. In Mitteldeutschland nur noch selten erhalten sind zudem Schlüsselscharten, die sich in Freyburg am Eckstädter Tor sowie an der Ostmauer erhalten haben. Das Eckstädter Tor besitzt zudem noch Hosenscharten, die von innen nach außen breiter werden.